# A négy lelki törvény
A négy lelki törvény (angolul: The Four Spiritual Laws) egy evangélizációs keresztény ismeretterjesztő füzet, melyet 1952-ben Bill Bright (1921–2003), a Campus Crusade for Christ (CRU) alapítója indított útjára. A CRU jelenleg a világ legszélesebb körben működő keresztény szolgálata. Bright célja a füzet létrehozásával a keresztény hit alapjául szolgáló üdvösség, az Istennel való személyes kapcsolat kérdésének letisztult bemutatása volt. 
Ebben a füzetben Bright a Biblia alapján négy lelki törvényben foglalja össze a keresztény üzenetet. Ezek a törvények meghatározzák az ember Istennel való kapcsolatát, melyek a fizikai törvényekhez hasonlóan állandó érvénnyel bírnak.

## A négy lelki törvény
1. Isten szeret, és csodálatos terve van az életeddel. (János evangéliuma 3. rész 16. vers; János evangéliuma 10. rész 10. vers)
2. Az ember bűnös és el van választva Istentől, ezért nem tud Istennel kapcsolatba kerülni. Nem tapasztalja Isten szeretetét és az életéről szóló tervet. (Rómaiakhoz írt levél 3. rész 23. vers, Rómaiakhoz írt levél 6. rész 23. vers)
3. Jézus Krisztus Isten megoldása az ember bűnös állapotára. Rajta keresztül van lehetősége az embernek megtapasztalni Isten szeretetét, és megtapasztalni vele egy személyes kapcsolatot. (Rómaiakhoz írt levél 5. rész 8. vers; Korintusiakhoz írt első levél 15. rész 3-6. vers; János evangéliuma 14. rész 6. vers)
4. Személyes döntéssel lehet elfogadnunk Jézus Krisztust Megváltónknak és Urunknak, akkor ismerhetjük meg és tapasztalhatjuk Isten szeretetét és életünkre vonatkozó tervét. (János evangéliuma 1. rész 12. vers; Efézusiakhoz írt levél 2. rész 8-9. vers; János evangéliuma 3. rész 1-8. vers; Jelenések könyve 3. rész 20. vers)

Széles körben használják ezt a füzetet, napjainkban számos formában és nyelven terjed evangéliumi keresztények erőfeszítéseinek nyomán, hogy hitüket bemutassák nem evangéliumi keresztények számára.